# ウォーターマーブル ネイルアート
ウォーターマーブル（英: Water Marble Nail/Water Marble Nails）とは、ネイルアートの一種。ネイルラッカー等を水に数滴落とし、マーブル状の模様を作る。水面上に出来上がったマーブル模様を爪の上にのせて作るアート。

## ウォーターマーブルの歴史
ウォーターマーブル　ネイルアートは、1990年代半ば、日本のプロネイリストによって考案/
著作され、その後、東京に広まり、東京から日本全国に広まったと考えられる。2010年代でも、紙コップと爪楊枝を使ったオリジナル技法は依然健在で、その名とその技法は、日本から欧米や南米にも知れ渡り、もっとも有名なネイルアートの一つである。

## ウォーターマーブルの生まれた背景
千葉県千葉市、地場資本の専門店ビル・セントラルプラザ内のネイルサロンにて、ネイル講師兼ネイリストとスチューデントネイリストが、来客に見せるためのネイルアートのサンプルを作っていた。ネイルアート用ブラシの洗浄のため、用意していた紙コップの水入れに、ネイルアート用絵の具を一滴落としてみたところ、水面に浮かんだ。ネイルラッカーを水入れに落としてみても、同じような現象が起こった。講師兼ネイリストは、ネイルラッカーを数滴落とし、浮かんだ色をオレンジウッドスティックで混ぜてみたところ、マーブル状の模様になった。爪楊枝を使ってみたら、より細いマーブル模様が出来た。これをすくうように爪にのせたところ、爪一面にネイルアートが施された。（チューブに入ったペイントを使うネイルサロンしかないなか、ネイル講師兼ネイリストのアイデアで、このサロンでは、チューブ絵の具の他、水に溶いた絵の具と、ウッドスティック・プラスティックスティックだけではなく、爪楊枝も常に使っていた。）
通常のマーブルネイルアートではなく、水（ウォーター）を使うネイルアートなので、ウォーターマーブル/ウォーターマーブルネイルと名づけ、そのネーミングと技法を(copy right reserved)、スチューデントネイリストにサロン内のみで使うことでクレジットし、ネイルサロン店頭で、オリジナルの新しいアートとして、メニューリストに加えた。また、当時そのサロンで学び、働いていたスチューデントネイリストにもウォーターマーブルを条件付きで伝授した。後に、この技法を駆使し、ジェルウォーターマーブルにも成功している。
しかし、違法にそのネーミングや技法を使い、収益・利益を得ているネイルサロン・ネイリストなどが多く、問題視されている。
参考文献として、当時の専門店のチラシ、ネイルサロンの宣伝部分に各種ネイルアートのメニューとして掲載されていた。
同じ頃、その後しばらくの間、日本全国の他のネイルサロン、ネイルスクールの資料・チラシ・情報誌などに、ウォーターマーブルまたはウォーターマーブルと察することの出来る写真・文言などは一切無い。諸外国でも、そういった文献は無い。

## ウォーターマーブルの材料
- 数色のネイルラッカー、水溶きペイント、ジェルなど
- 水を入れるための紙コップか、小さいお皿
- 爪楊枝、筆、オレンジウッドスティック、バーチウッドスティック
- トップコートまたはトップジェル

## ウォーターマーブルマニュアル（ネイルラッカー版）
1. 状況によるが、ネイルアートを施せるよう、爪は準備等を済ませておく。
2. 紙コップ/皿　などに水を入れる。
3. ネイルラッカー数色を紙コップに数滴入れる。
4. 爪楊枝またはスティックなどで、浮いたラッカーをかき混ぜ、模様を作る。
5. 紙コップ/皿　に爪を入れる。
6. 爪にマーブル模様が乗るよう、爪ですくうように指を水から出す。
4～6までの間、水面に膜がかかり、模様がはっきりしない場合は、爪楊枝で膜だけを取りのぞく。
7. ウッドスティックで、爪周りにはみ出た部分を取り除く。
8. 仕上げに、トップコートかトップジェルで仕上げる。

## ネイル用語
ネイルラッカー
日本ではマニキュアとも言う。爪の表面を塗装するために用いる塗料を指す。
マーブル
ネイルアートの用語としては、大理石柄やそれに近い柄のことを指す。サイケデリック調やカプチーノ柄なども変形マーブルの一種。
オレンジウッドスティック
細い木の棒。現在では、バーチ（白樺）が使用されていることが多い。棒の先をそのまま、またはコットンを巻くなどして、甘皮を押し上げる際や、ネイルアートを施す際に使用する。
トップコート
最後に塗る透明なネイルラッカー。色のついたネイルラッカーやネイルアートを保護したり、艶を与える仕上げ剤。
トップジェル
最後に塗る透明なジェル。色のついたネイルラッカーや色の付いたジェル、ネイルアートを保護したり、艶を与える仕上げ剤。
ジェル
アクリル樹脂などが主成分のジェル状のもの。ジェルを爪に塗り、紫外線UVランプまたはLEDランプなどで照射し、ジェルを硬める。わかりやすく言うと、ネイルラッカーやトップコートの役割が、ジェル状になったもの。
セントラルプラザチラシ、など